# Acalypha lindeniana
Acalypha lindeniana é uma espécie de flor do gênero Acalypha, pertencente à família Euphorbiaceae.